# Микронезийская мифология
Микронезийская мифология — комплекс мифологических представлений микронезийцев — коренного населения Каролинских, Маршалловых, Марианских островов, островов Гилберта, Науру, Ошен (Банаба), а также острова Нуи в группе островов Тувалу. С полинезийской мифологией её связывает определенная генетическая близость. С микронезийскими мифами нередко совпадают мифы населения островов Нукуро и Капингамаранги (полинезийские «анклавы» в Микронезии). В то же время в восточной Микронезии известно собственные полинезийские мифологические системы.

## Космогония
Для микронезийской мифологии характерно разнообразие мифов о сотворении. Первоначальный хаос представлен пустотой (её населяет не животное божество, например, Пунтан у чаморро), морем и скалой (или небольшим пустынным участком суши), двухстворчатой раковиной моллюска, в которой слитые воедино небо и земля. Элементы окружающего мира создаются магией слова божества (Лоуа, или Лоа на Маршалловых островах), работой демиурга (Солал, Лук, Логеиланг, Нареау «старший», Большой паук, Лоуа, Анулап, Алууей, черепаха Табакеа на острове Нуи), возникают из частей тела божества (Пунтан у чаморро, Бака-унанеку, «Большой луч» на острове Нуи). Море возникает из пота божества, угря, червя (острова Науру и Гилберта). Стихийные бедствия, бурые, приливы считаются результатом общей работы богов неба и подводного мира (Алулопа и Солали на Каролинских островах). Суша образовывается разными способами: в море бросают песок, землю, пепел, плоды пандануса или кокоса, цветы, корзины (на Маршалловых островах известен миф о появлении островов Ралик и Ратак, которые раскинул человек из корзины мусора, переданной ему богом Лоа; из самой корзины возник остров Киле). Боги вылавливают острова из моря крючком или неводом (Тмелогод на острове Палау; Мотикитик, идентифицированный как полинезийский Мауи; Нареау, чье второе имя — Тикитики отображает полинезийское заимствование; Матуаранг на ряде островов Гилберта). В сушу превращаются птицы, которые садятся на морские волны (Восточная Микронезия).
В мифе о Дамабедоа и Дебенори (остров Науру) островом становится плавучий дом, построенный людьми, а в палауанскомм мифе сушей становится огромная башня, которая поднимается над морем, и её строят рыбы, рожденные подводной богиней. Небо или существует вечно, или возникает с одной половинки раковины, или из тела чайки (Маршалловы острова). Земли создает демиург с помощью червей, улиток, угря или же сами бабочки, червяки (остров Науру), угорь. Солнце и Луна появляются из глаз божества (Марианские острова, острова Гилберта), из улиток, из камня, разрубленного пополам и брошенного к небу, они рождаются вместе с морем от первой человеческой пары (острова Гилберта), от земной женщины, разделяются в результате ссоры (остров Яп). Звезды считаются детьми богов или камнем (остров Яп), животными, которые поднялись на небо, Млечный Путь — тело измученного делением неба и земли угря (острова Гилберта). Растения и некоторые животные созданы богами, или происходят из подземного и подводного мира.
В микронезийской мифологии выражена идея мирового дерева (часто это панданус (лат. Pandanus tectorius), обращенный кроной к земле). Люди созданы богами или возникают из камня, песка, палочек, ствола дерева, сгустка крови или пузыря на ноге бога, а также глаз или рук божества.
Люди рождаются богиней или полубогиней (как и в Меланезии, известные богини, одновременно рождают детей и пищу, растения, рыб, — богиня Лигубубфану на острове Трук, Латмикаик — на острове Палау, Аидьял — на острове Ифалук), происходят от соединения воды с растениями (остров Понапе), воды с песком (острова Гилберта), создаются вместе с животными с помощью заклинания (Маршалловы острова). Животные и люди могут перевоплощаться друг в друга (на острове Науру отмечен сюжет о превращении человека в акулу). Сначала люди бессмертные. Смерть — это наказание за нарушение табу или результат спора богов. Гром, молния, радуга создаются богами (в ряде вариантов рождаются земной женщиной или мышью).

## Пантеон
Пантеон богов недостаточно развит, он имеет многочисленные параллели с мифами других народов Океании. Параллели полинезийского Тангароа отмечаются и в безымянном громовержце (остров Понапе), и в невидимом божестве (возможно, Уеллеб), и в слепом Бикари (Маршалловы острова). Имеющиеся в микронезийской мифологии мотивы прихода божества на землю (Лук, Лугеиланг) похожи с мифами о полинезийском Ронго (Лоно). На отдельных островах известные божества войны, любовь, ремесел (весьма популярный Саланг — покровитель всех плотников), навигации (Ну-ка ен мараси, Нан-челанг на Каролинских островах), татуирования (Неикаликибай на островах Гилберта). Много функций божеств могут выполнять и небесные духи (Иолофат, Палупоп, «Большой мореплаватель», его сын Алулуей). На низших уровнях мифологии появляются персонажи с именами богов, например, Пунтан — бог и хитроумный человек у племён чаморро, Нареау — демиург и трикстер.

## Культурные герои
Значительно большую роль, чем собственно боги, играют в мифологии полубоги, духи, герои. Различают духов земных и небесных, добрых («свои») и злых («чужие»), например бладек и делеп у палауанцев.
Из циклов мифов о небесных духах, мифических героях, наиболее известные мифы:
- про Иолофата (Олофоле) на Каролинских островах;
- Буе, Нареау (или Матуаранга) на островах Гилберта, Науру;
- Мотикитике, Едао, Палулопе (на острове Намолук он — бог радуги).

Некоторые персонажи (Олофат, Буе, Нареау) объединяют черты культурного героя и трикстера. Аналогию гавайским менехуне — маленьким веселым и хитрым человечкам, составляют неуловимые тсокелаи (острова Понапе), нониб и анджинимар (Маршалловы острова). Один из важнейших подвигов героев — получение огня и пожертвование его людям. Знание, магические умения герои приобретают также в сне, крадут или принимают их от духов (священная черепаха делает Едао, сына Уеллеба, большим магом). Для героев характерное странное рождение (Олофат, сын земной женщины и бога Лугеиланга, рождается из головы матери) и развитие.

## Анимизм
Значительного развития у народов Микронезии получили анимистические представления (духи природы анитеу у чаморро, ну-ка у каролинцев, аний). Распространенное противопоставление подземного (подводного) и небесного мира, «рая» и «ада»:
- макан и ярн на острове Яп;
- паёт и Пуе-Лико на островах Понапе;
- сетепуолис — Ад в представлениях жителей Каролинских островов, куда Олафат тянет грешников;
- сассалагухан — Ад у чаморро;
- земля героев-предков и Матанг — населения острова Гилберта

Души умерших отправляются на север или запад, а оттуда — в другой (потусторонний) мир, количество этих миров варьируется. Довольно распространенный миф о скалах, которые смыкают и разбивают души умерших перед дверью небесного бога, о небесном часовом души.

## Тотемизм
Следы тотемизма проявляются в почитании угря, червя, ящерицы, рыбы и причисляемых к ним дельфинах, осьминогах и некоторых птицах. Тотемизм растений очень редок; отмечено поклонения огромному баобабу на острове Науру, двум давним деревьям, которые считались частью мирового дерева на острове Бэру в группе островов Гилберта.

## Табу
Распространены сюжеты о нарушении табу, в частности об инцесте.
Поднимает табу Мотикитик, который идет за своей матерью, которая направляется в подземный мир. Всюду известные мифы о нарушении запретов открывать таинственный мешок, сверток и т. п. За выполнением табу следят личные птицы, волшебный пес Сау Компул. Мифы и пересказы микронезийцев богаты сюжетами о демонических существах или полудухах, которым присущий дикая энергия и слабоумие:
- кан на острове Яп,
- легаслеп на острове Улита,
- тунг на острове Ифалук.

Приняв вид человека, они сватаются за девушек, ловят свою жертву и хотят съесть её, но человек или убегает, оставляя «амулет-оберег», или хитростью побеждает духов. Многочисленные истории о детях животных, которым их родители помогают сделать необходимый поступок, который ведет к признанию, о старшем и младшем брате, где младший спасает старшего, учит его ремеслу (иногда братья оказываются врагами).